# 스즈카케다이역
스즈카케다이역(일본어: すずかけ台駅)은 일본 도쿄도 마치다시에 있는 도쿄 급행 전철의 역이다. 역 번호는 DT24이다.
현 경계에 있는 역으로 역 자체는 마치다 시에 존재하지만, 역 바로 뒤쪽은 가나가와현 요코하마시이다.

## 역사
- 1972년 4월 1일: 쓰쿠시노 역에서 당역까지 연장됨에 따라 영업 개시. 개업 당초에는 단선 승강장 1면 1선이었음.
- 1976년 10월 15일: 스즈카케다이 역 ~ 쓰키미노 역 연장 개통에 따라, 나가쓰타 역에서 쓰키미노 역까지 복선화 됨.

## 역 구조
상대식 승강장 2면 2선의 지상역이다.
원래 역사 정면 좌측의 개찰구 바깥쪽에는 역 매점 toks가 운영되다가 폐점하고 현재는 자동 판매기가 설치되어 있다. 또, 역사 정면 오른쪽의 개찰구 바깥쪽에는 편의점 am/pm이 있었지만 2010년 11월 22일부로 LAWSON+toks으로 리뉴얼되었다.

### 승강장
| 번호 | 노선        | 방향 | 행선                                                                |
| ---- | ----------- | ---- | ------------------------------------------------------------------- |
| 1    | 덴엔토시 선 | 하행 | 주오린칸 방면                                                       |
| 2    | 덴엔토시 선 | 상행 | 후타코타마가와・시부야・ 한조몬 선 오시아게・ 도부 선 가스카베 방면 |

## 역 주변
- 도쿄 공업대학 스즈카케다이 캠퍼스
- 쓰쿠시노 센트럴 파크
- 국도 제246호선
- 마치다 미나미쓰쿠시노 우체국

## 인접역
| 도쿄 급행 전철 덴엔토시 선 | 도쿄 급행 전철 덴엔토시 선 | 도쿄 급행 전철 덴엔토시 선      |
| -------------------------- | -------------------------- | ------------------------------- |
| DT23 쓰쿠시노 시부야 방면  | ■ 각역정차                 | 미나미마치다 DT25 주오린칸 방면 |